# Denis Halinský
Denis Halinský (Králův Dvůr, 13 luglio 2003) è un calciatore ceco, difensore del Teplice in prestito dallo Slavia Praga.

## Carriera

### Club
Cresciuto nel settore giovanile dello Příbram, ha debuttato in prima squadra il 24 luglio 2021 nell'incontro di seconda divisione ceca vinto 3-1 contro il Prostějov. Nell'estate del 2022 è stato acquistato dallo Slavia Praga che lo ha lasciato in prestito per una stagione al Graffin Vlašim in seconda divisione; nel 2023 è passato in prestito al Pardubice, con cui ha disputato la sua prima stagione nella prima divisione ceca. Il 10 luglio 2024 è stato prestato allo Slovan Liberec, ma dopo metà stagione ha cambiato casacca passando al Teplice fino a giugno.

### Nazionale
Ha giocato con le nazionali giovanili ceche Under-20 ed Under-21.

## Statistiche

### Presenze e reti nei club
Statistiche aggiornate al 7 giugno 2025.
| Stagione        | Squadra          | Campionato      | Campionato | Campionato | Coppe nazionali | Coppe nazionali | Coppe nazionali | Coppe continentali | Coppe continentali | Coppe continentali | Altre coppe | Altre coppe | Altre coppe | Totale | Totale | Totale |
| Stagione        | Squadra          | Comp            | Pres       | Reti       | Comp            | Pres            | Reti            | Comp               | Pres               | Reti               | Comp        | Pres        | Reti        | Pres   | Reti   |        |
| --------------- | ---------------- | --------------- | ---------- | ---------- | --------------- | --------------- | --------------- | ------------------ | ------------------ | ------------------ | ----------- | ----------- | ----------- | ------ | ------ | ------ |
| 2021-2022       | Příbram          | FNL             | 27         | 2          | CRC             | 2               | 0               | -                  | -                  | -                  | -           | -           | -           | 29     | 2      |        |
| 2022-2023       | Graffin Vlašim   | FNL             | 28         | 1          | CRC             | 2               | 0               | -                  | -                  | -                  | -           | -           | -           | 30     | 1      |        |
| 2023-2024       | Pardubice B      | CFL             | 1          | 0          | -               | -               | -               | -                  | -                  | -                  | -           | -           | -           | 1      | 0      |        |
| 2023-2024       | Pardubice        | 1L              | 27         | 0          | CRC             | 2               | 0               | -                  | -                  | -                  | -           | -           | -           | 29     | 0      |        |
| 2024-gen. 2025  | Slovan Liberec B | CFL             | 1          | 0          | -               | -               | -               | -                  | -                  | -                  | -           | -           | -           | 1      | 0      |        |
| 2024-gen. 2025  | Slovan Liberec   | 1L              | 11         | 0          | CRC             | 2               | 0               | -                  | -                  | -                  | -           | -           | -           | 13     | 0      |        |
| gen.-giu. 2025  | Teplice          | 1L              | 13         | 0          | CRC             | 0               | 0               | -                  | -                  | -                  | -           | -           | -           | 13     | 0      |        |
| Totale carriera | Totale carriera  | Totale carriera | 108        | 3          |                 | 8               | 0               |                    | -                  | -                  |             | -           | -           | 116    | 3      |        |